# (7367) Giotto
(7367) Giotto ist ein Asteroid des äußeren Hauptgürtels. Er wurde am 26. März 1971 von den niederländischen Astronomen Cornelis Johannes van Houten und Ingrid van Houten-Groeneveld im Rahmen der Ersten Trojanerdurchmusterung am Palomar-Observatorium (IAU-Code 675) auf dem Gipfel des Palomar Mountain etwa 80 Kilometer nordöstlich von San Diego in Kalifornien entdeckt.
Der Asteroid wurde nach dem italienischen Maler, Mosaizisten und Architekten Giotto di Bondone (um 1267–1337) benannt, der die ikonographischen Normen der byzantinischen Malerei, die seit Generationen die Maler des Abendlandes beeinflusst hatte, überwand und dessen Hauptwerk wohl der große Freskenzyklus in der Cappella degli Scrovegni all’ Arena (Scrovegni-Kapelle) in Padua ist.
Der Himmelskörper gehört zur Themis-Familie, einer Gruppe von Asteroiden, die nach (24) Themis benannt wurde.